# Pothos zippelii
Pothos zippelii är en kallaväxtart som beskrevs av Heinrich Wilhelm Schott. Pothos zippelii ingår i släktet Pothos och familjen kallaväxter. Inga underarter finns listade.